# Diocesi di Barcelona
La diocesi di Barcelona (in latino Dioecesis Barcinonensis in Venetiola) è una sede della Chiesa cattolica in Venezuela suffraganea dell'arcidiocesi di Cumaná. Nel 2022 contava 830.000 battezzati su 1.115.000 abitanti. È retta dal vescovo Jorge Aníbal Quintero Chacón.

## Territorio
La diocesi si trova nella parte centro-settentrionale dello stato venezuelano di Anzoátegui e comprende 16 dei suoi 21 comuni: Anaco, Aragua (eccetto la parrocchia civile di Cachipo), Diego Bautista Urbaneja, Fernando de Peñalver, Francisco del Carmen Carvajal, Guanta, Juan Antonio Sotillo, Juan Manuel Cajigal, Libertad, Manuel Ezequiel Bruzual, Pedro María Freites (eccetto la parrocchia civile di San Tomé), Píritu, San Juan de Capistrano, Santa Ana, Simón Bolívar e Sir Artur McGregor.
Sede vescovile è la città di Barcelona, nel comune di Simón Bolívar, dove si trova la cattedrale di San Cristoforo.
Il territorio si estende su 20.332 km² è suddiviso in 50 parrocchie, raggruppate in 5 zone pastorali.

## Storia
La diocesi fu eretta il 7 giugno 1954 con la bolla Summa Dei di papa Pio XII, ricavandone il territorio dalla diocesi di Ciudad Bolívar (oggi arcidiocesi). Originariamente era suffraganea dell'arcidiocesi di Caracas. Il primo vescovo fu l'italo-venezuelano José Humberto Paparoni.
Il 21 giugno 1958 entrò a far parte della provincia ecclesiastica dell'arcidiocesi di Ciudad Bolívar, in cui rimase fino al 16 maggio 1992 quando divenne suffraganea dell'arcidiocesi di Cumaná.
Il 31 maggio 2018 ha ceduto una porzione del suo territorio a vantaggio dell'erezione della diocesi di El Tigre.

## Cronotassi dei vescovi
Si omettono i periodi di sede vacante non superiori ai 2 anni o non storicamente accertati.
- José Humberto Paparoni † (4 ottobre 1954 - 1º ottobre 1959 deceduto)
- Ángel Pérez Cisneros † (23 maggio 1960 - 25 luglio 1969 nominato arcivescovo coadiutore di Mérida[2])
- Constantino Maradei Donato † (18 novembre 1969 - 16 novembre 1991 ritirato)
- Miguel Delgado Ávila, S.D.B. † (16 novembre 1991 - 21 giugno 1997 dimesso)
- César Ramón Ortega Herrera † (15 luglio 1998 - 20 gennaio 2014 ritirato)
- Jorge Aníbal Quintero Chacón, dall'11 luglio 2014

## Statistiche
La diocesi nel 2022 su una popolazione di 1.115.000 persone contava 830.000 battezzati, corrispondenti al 74,4% del totale.
| anno | popolazione | popolazione | popolazione | presbiteri | presbiteri | presbiteri | presbiteri                | diaconi | religiosi | religiosi | parrocchie |
| anno | battezzati  | totale      | %           | numero     | secolari   | regolari   | battezzati per presbitero | diaconi | uomini    | donne     | parrocchie |
| ---- | ----------- | ----------- | ----------- | ---------- | ---------- | ---------- | ------------------------- | ------- | --------- | --------- | ---------- |
| 1958 | 223.000     | 238.000     | 93,7        | 30         | 15         | 15         | 7.433                     |         | 16        | 87        | 20         |
| 1966 | 363.096     | 380.002     | 95,6        | 50         | 32         | 18         | 7.261                     |         | 18        | 118       | 70         |
| 1970 | 377.000     | 382.002     | 98,7        | 49         | 29         | 20         | 7.693                     |         | 21        | 120       | 40         |
| 1976 | 495.000     | 550.000     | 90,0        | 54         | 30         | 24         | 9.166                     |         | 25        | 119       | 69         |
| 1980 | 575.000     | 639.000     | 90,0        | 45         | 30         | 15         | 12.777                    |         | 27        | 80        | 72         |
| 1990 | 706.000     | 785.000     | 89,9        | 60         | 39         | 21         | 11.766                    | 3       | 21        | 65        | 48         |
| 1999 | 1.200.000   | 1.300.000   | 92,3        | 59         | 43         | 16         | 20.338                    | 6       | 16        | 68        | 49         |
| 2000 | 1.250.000   | 1.400.000   | 89,3        | 63         | 47         | 16         | 19.841                    | 6       | 16        | 69        | 49         |
| 2001 | 1.350.000   | 1.500.000   | 90,0        | 64         | 48         | 16         | 21.093                    | 6       | 16        | 70        | 54         |
| 2002 | 1.350.000   | 1.500.000   | 90,0        | 64         | 48         | 16         | 21.093                    | 6       | 16        | 70        | 52         |
| 2003 | 1.390.000   | 1.550.000   | 89,7        | 64         | 48         | 16         | 21.718                    | 6       | 16        | 70        | 52         |
| 2004 | 1.529.000   | 1.705.000   | 89,7        | 60         | 44         | 16         | 25.483                    | 6       | 21        | 70        | 52         |
| 2006 | 1.785.000   | 1.909.000   | 93,5        | 68         | 52         | 16         | 26.250                    | 4       | 25        | 78        | 52         |
| 2013 | 1.966.000   | 2.100.000   | 93,6        | 68         | 52         | 16         | 28.911                    | 4       | 24        | 38        | 62         |
| 2015 | 2.053.000   | 2.193.000   | 93,6        | 47         | 35         | 12         | 43.680                    | 2       | 17        | 31        | 57         |
| 2018 | 1.089.663   | 1.362.279   | 80,0        | 51         | 43         | 8          | 21.365                    | 4       | 16        | 28        | 49         |
| 2020 | 788.982     | 1.119.042   | 70,5        | 39         | 34         | 5          | 20.230                    | 2       | 5         | 18        | 50         |
| 2022 | 830.000     | 1.115.000   | 74,4        | 42         | 36         | 6          | 19.761                    | 2       | 6         | 18        | 50         |